# اليوان (العملة)

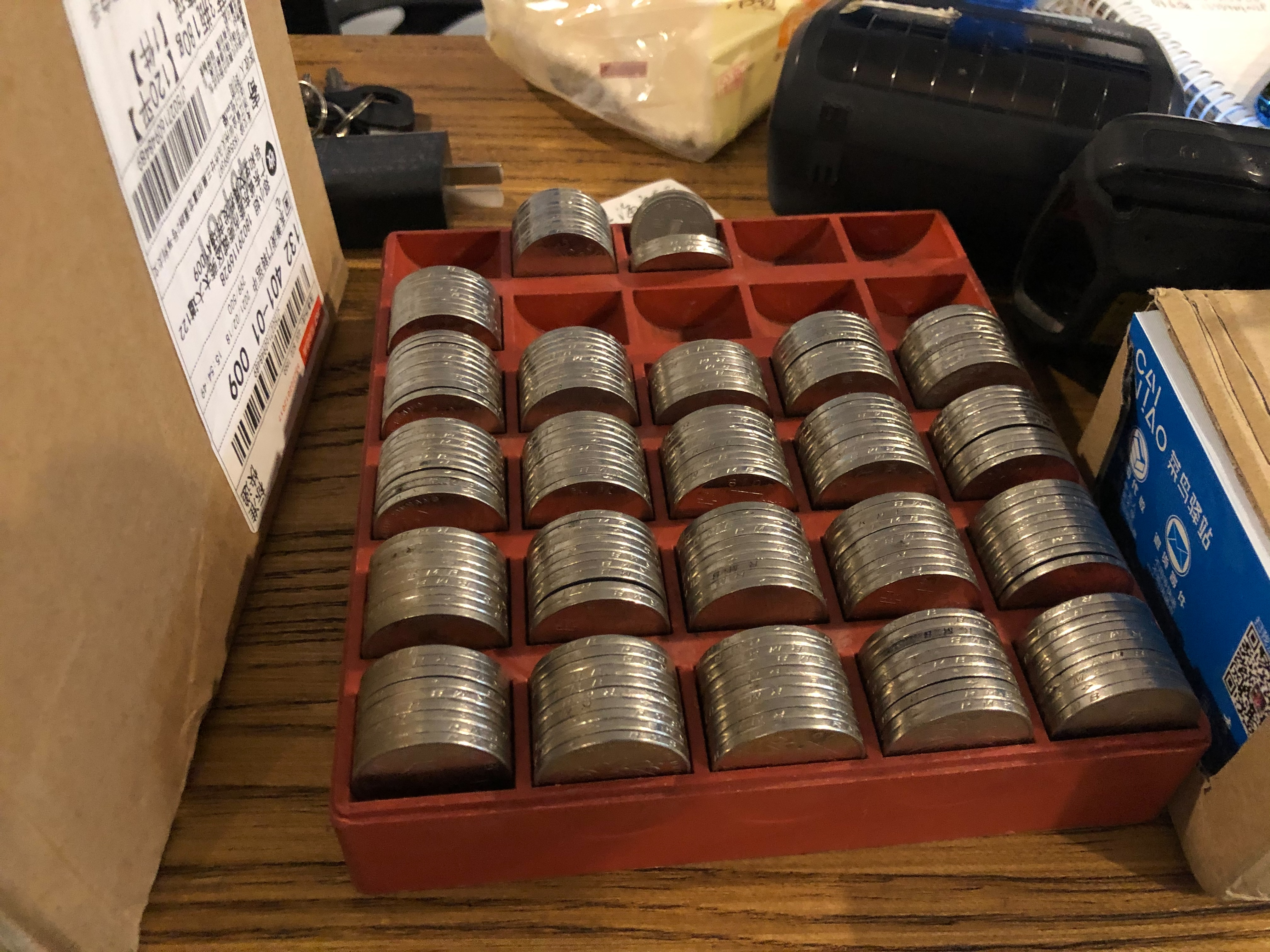
صينية من العملات المعدنية الحديثة بقيمة يوان واحد (رنمينبي).

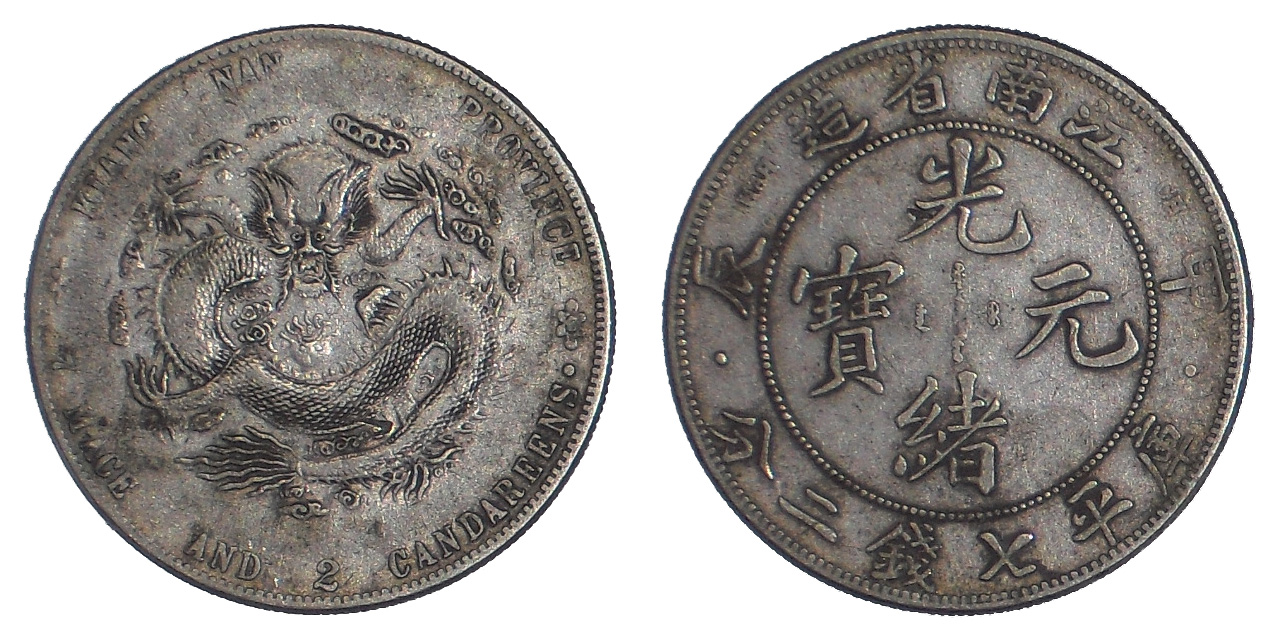
عملة اليوان "التنين الفضي"، 1904.

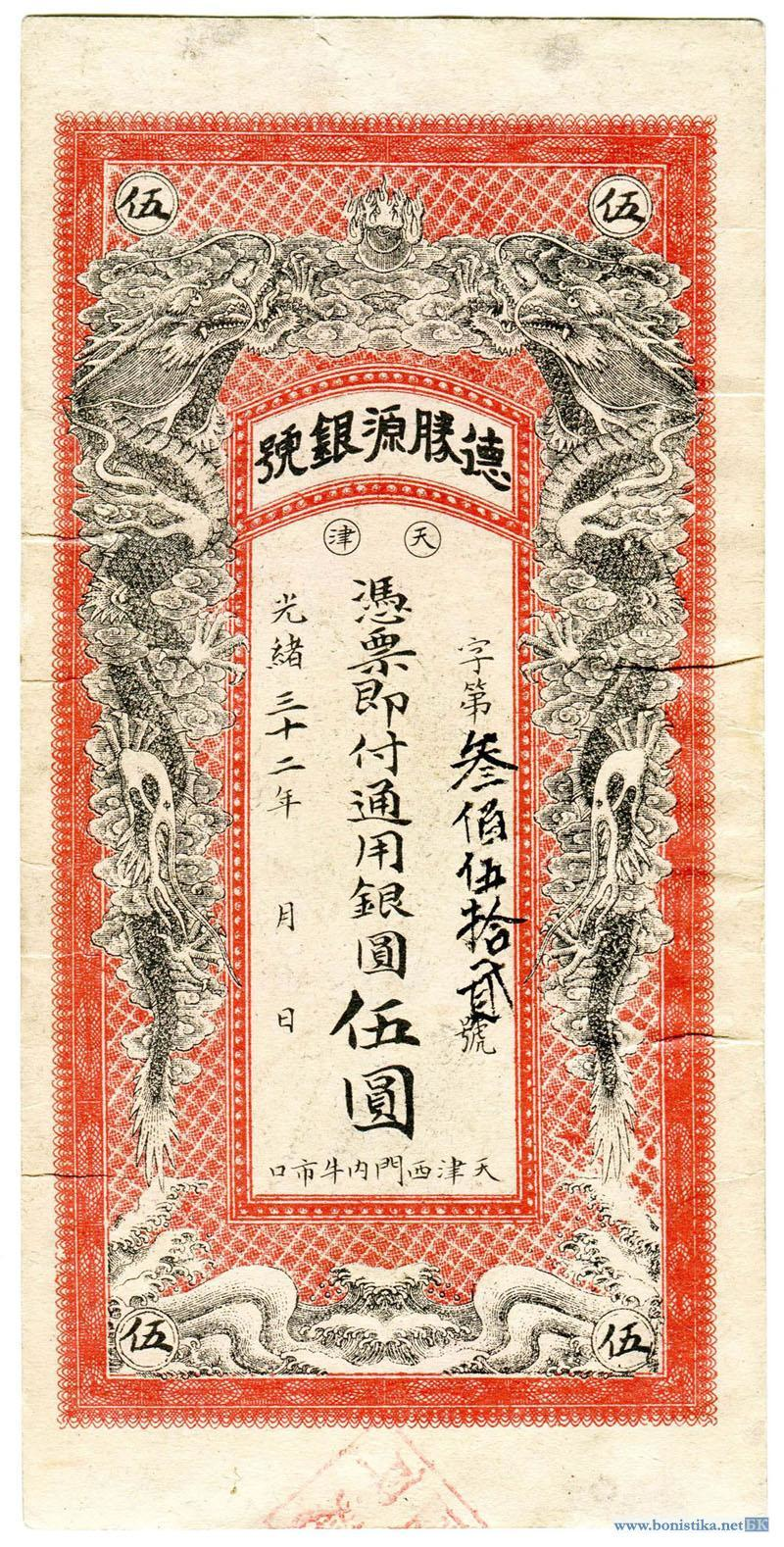
ورقة نقدية بقيمة 5 يوان من بنك خاص، عام 1906.

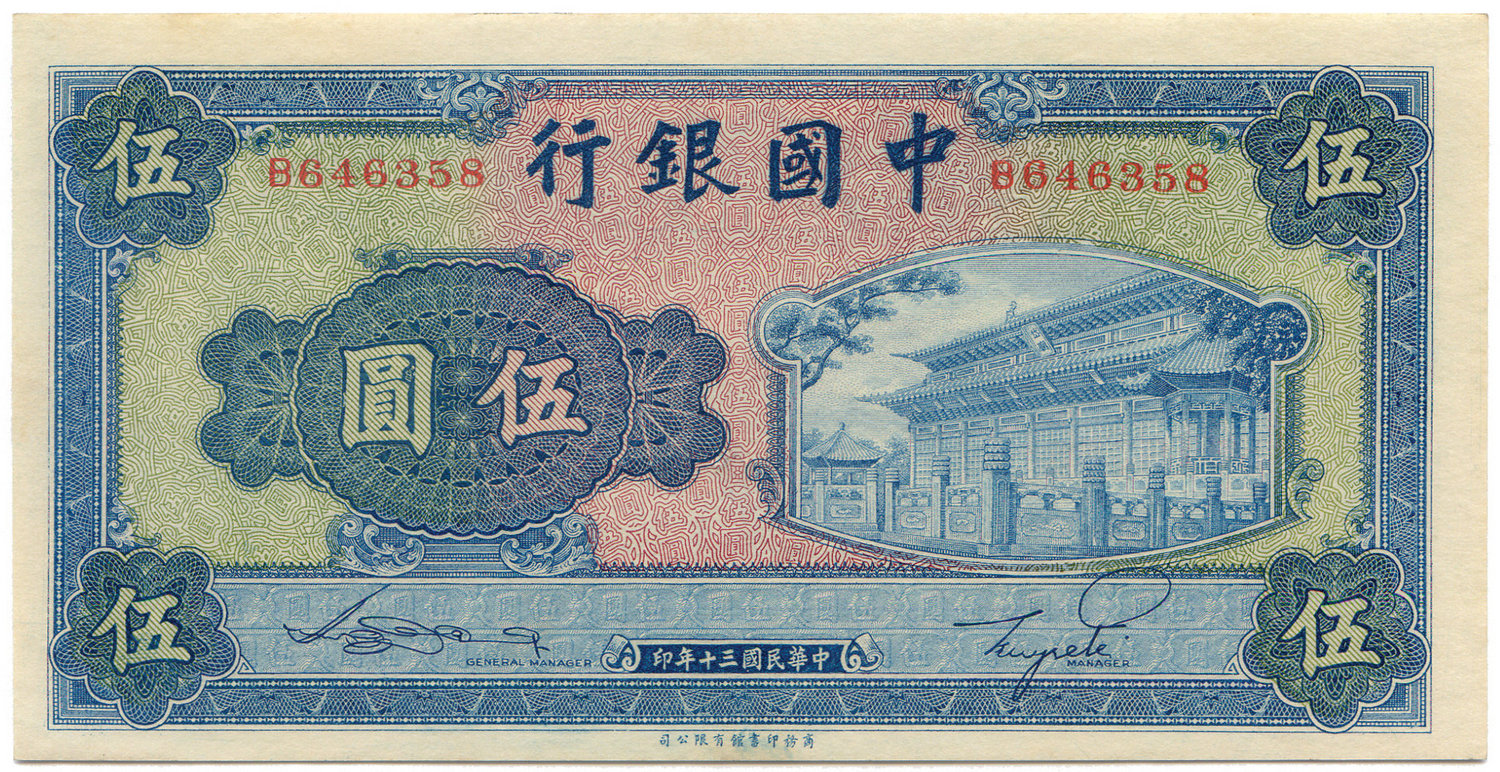
ورقة نقدية بقيمة 5 يوان من جمهورية الصين (1941)

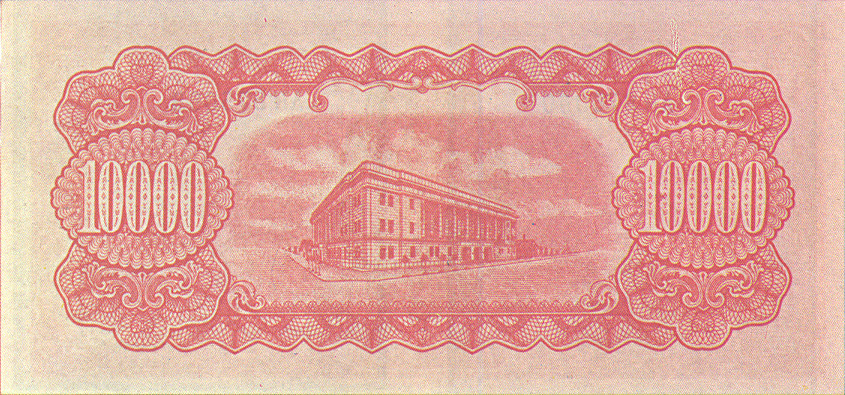
ورقة نقدية تايوانية بقيمة 10000 يوان (1949)

اليوان /juːˈɑːn, -æn/ yoo-A(H)N؛ العلامة: ¥ ؛ (بالصينية: 圓/元؛ البينيين: yuán)؛ [ɥæ̌n] ) هي الوحدة الأساسية لعدد من العملات السابقة والحالية في جميع أنحاء الصين.
يوان (بالصينية: 圓/元؛ البينيين: yuán) يُعرف أيضًا بالعامية باسم كواي (بالصينية المبسطة: 块؛ بالصينية التقليدية: 塊؛ البينيين: kuài؛ بالترجمة الحرفية 'lump')؛ كانت في الأصل كتلة من الفضة). ينقسم اليوان الواحد إلى 10 جياو (بالصينية: 角؛ البينيين: jiǎo؛ بالترجمة الحرفية 'corner') أو عامية ماو (بالصينية: 毛؛ البينيين: máo؛ بالترجمة الحرفية 'feather'). ينقسم الجياو الواحد إلى 10 فين (بالصينية: 分؛ البينيين: fēn؛ بالترجمة الحرفية 'small portion').

## الاستخدام الحديث
يشير مصطلح "اليوان" عادة إلى وحدة الحساب الأساسية وهي الرنمينبي (RMB)، عملة جمهورية الصين الشعبية. تبدأ قيمة الأوراق النقدية للرنمينبي من يوان واحد وتصل إلى 100 يوان. ويُستخدم أيضًا كمرادف لتلك العملة، وخاصة في السياقات الدولية- رمز معيار ISO 4217 للرنمينبي هو CNY، وهو اختصار لـ "اليوان الصيني". (وهناك حالة مماثلة تتمثل في استخدام مصطلح الجنيه الإسترليني للإشارة إلى العملة البريطانية والجنيه الإسترليني لوحدة الحساب.)
يستخدم رمز اليوان (元) أيضًا في اللغة الصينية للإشارة إلى وحدات العملة في اليابان (الين) وكوريا (الوون)، ويُستخدم لترجمة وحدة العملة الدولار بالإضافة إلى بعض العملات الأخرى؛ على سبيل المثال، يُطلق على الدولار الأمريكي اسم مييوان (بالصينية: 美元؛ البينيين: Měiyuán؛ بالترجمة الحرفية 'American yuan') 元). باللغة الصينية، واليورو يسمى أويوان (بالصينية المبسطة: 欧元؛ بالصينية التقليدية: 歐元؛ البينيين: Ōuyuán؛ بالترجمة الحرفية 'European yuan'). عند استخدامه في اللغة الإنجليزية في سياق سوق الصرف الأجنبي الحديث، يشير اليوان الصيني (CNY) إلى الرنمينبي (RMB)، وهو العملة الرسمية المستخدمة في البر الرئيسي للصين.

## علم أصول الكلمات والكتابة والنطق
في اللغة الصينية القياسية (الماندرين)، 圓 / 圆yuán تعني حرفيًا "مستديرة". خلال عهد أسرة تشينغ والجمهورية المبكرة كان اليوان عبارة عن عملة معدنية كبيرة وسميكة مستديرة مصنوعة من الفضة، على غرار الدولار الفضي المكسيكي.
الكلمة عادة ما تُكتب بالحرف الصيني元، تعني حرفيًا "البداية" ولكن تستخدم كاختصار لـ 圓. على الأوراق النقدية والعملات المعدنية والوثائق مثل العقود، لتسهيل تغييرها، تكتب في الغالب باسم العملة الأصلي، 圓 / 圆. في السياقات الدولية، غالبًا ما يضاف البادئة "¥" أو "RMB" (اختصار لـ "رينمينبي") إلى المبلغ (على سبيل المثال RMB¥100 أو ¥100元).

### كلمات بديلة
في العديد من أجزاء الصين، تسمى وحدة الرنمينبي أحيانًا بشكل عامي كواي (بالصينية المبسطة: 块؛ بالصينية التقليدية: 塊) kuài)، حرفيًا "قطعة" بدلاً من يوان. يكتب مصطلح بينيين kuài أيضًا باسم "quay" في المنشورات باللغة الإنجليزية.
في اللغة الكانتونية، التي يتحدث بها على نطاق واسع في قوانغدونغ، قوانغشي، هونغ كونغ، وماكاو، تسمى اليوان، الجياو، والفين مان (بالصينية: 蚊) 李安)، هوه (بالصينية: 毫)، وسين (بالصينية: 仙)، على التوالي. سين هي كلمة مستعارة من الكلمة الإنجليزية cent.

### وحدات العملة ذات الصلة
الحرف 圓 يستخدم أيضًا للإشارة إلى الوحدة الأساسية للدولار الهونغ كونغى، الباتاكا الماكاوية، والدولار التايواني الجديد. وحدة الدولار التايواني الجديد يشار إليها أيضًا في اللغة الصينية القياسية باسم يوان وتكتب 元 أو 圓.
أسماء وحدات العملة الكورية، اليابانية، الوون، والين على التوالي، هي مرادفات لكلمة يوان الماندرينية، والتي تعني أيضًا "مستدير" في اللغتين الكورية واليابانية.
圓 الين الياباني (en) يُكتب في الأصل أيضًا بالحرف كانجي (الصيني)، والذي بُسط إلى円مع إصدار كانجي تويو في عام 1946.
يُكتب الوون الكوري ( الوون) باستخدام 圜 الصيني هانجا من عام 1902 إلى عام 1910، 圓 بعد فترة من الحرب العالمية الثانية. وهي الآن مكتوبة حصريًا باللغة الهانغولية، مثل 원 في كل من كوريا الشمالية وكوريا الجنوبية.
التوغروغ المنغولي (المنغولية: төгрөг) تعني "مستدير" في اللغة المنغولية.

## التاريخ المبكر
أُشتق اليوان من الدولار الإسباني أو الدولار المكسيكي، الذي يساوي ثمانية ريالات إسبانية ويعرف شعبيا باسم قطعة الثمانية. كانت هذه فعليًا أول عملة دولية في العالم، وبدأت في التداول على نطاق واسع في شرق وجنوب شرق آسيا في أواخر القرن الثامن عشر بسبب الوجود الإسباني في المنطقة، وخاصة الفلبين وغوام.
قُسم اليوان الصيني إلى 1000 نقدًا (بالصينية: 文؛ البينيين: wén)، 100 سنت أو فين (بالصينية: 分؛ البينيين: fēn)، و10 جياو (بالصينية: 角؛ البينيين: jiǎo)، راجع. قرش). حلت محل النقود النحاسية وسبائك الفضة المتنوعة التي تسمى السيسيس. سُمي السيسيس بالتايل. وقُيم اليوان بـ 0.72 تايل (أو 7 ميس و2 كاندرين).
صدرت الأوراق النقدية بفئة اليوان منذ تسعينيات القرن التاسع عشر من قِبل العديد من البنوك المحلية والخاصة، إلى جانب البنك الإمبراطوري الصيني و"بنك هو بو" (أصبح فيما بعد "بنك تا تشينج الحكومي")، الذي أنشأته الحكومة الإمبراطورية. خلال الفترة الإمبراطورية، صدرت الأوراق النقدية بفئات 1، 2، و5 جياو ، و1، 2، 5، 10، 50، و100 يوان، على الرغم من أن الأوراق النقدية أقل من 1 يوان كانت نادرة.
الإصدارات الأولى عبارة عن عملات فضية انتجت في دار سك العملة في قوانغدونغ، كانت تُعرف في الغرب في ذلك الوقت باسم كانتون، وتُترجم إلى كوانغتونغ، في فئات 5 سنتات، 1، 2، و5 جياو ، و1 يوان. افتتحت دور سك عملات إقليمية أخرى في تسعينيات القرن التاسع عشر لإنتاج عملات فضية مماثلة إلى جانب عملات نحاسية في فئات 1، 2، 5، 10، و20 نقدًا. بدأت الحكومة المركزية بإصدار عملاتها المعدنية الخاصة بنظام العملة اليوان في عام 1903. صدرت الأوراق النقدية بفئة اليوان منذ تسعينيات القرن التاسع عشر من قِبل العديد من البنوك المحلية والخاصة، إلى جانب البنوك التي أنشأتها الحكومة الإمبراطورية.
بدأت الحكومة المركزية بإصدار عملاتها المعدنية الخاصة بنظام العملة اليوان في عام 1903. هذه العملات من النحاس 1 نقدًا، والنحاس 2، 5، 10، و20 نقدًا، والفضة 1، 2 ،و5 جياو و1 يوان. بعد الثورة، ورغم تغير التصاميم، ظلت الأحجام والمعادن المستخدمة في العملات المعدنية دون تغيير إلى حد كبير حتى ثلاثينيات القرن العشرين. منذ عام 1936، أصدرت الحكومة المركزية النيكل (الذي أصبح فيما بعد النيكل النحاسي) بفئات 5، 10، و20 فينًا. 1⁄2 عملات معدنية يوان. صدرت قطعتين من الألومنيوم 1 و 5 فين في عام 1940.

### تاريخ ظهور أولى عملات اليوان حسب المقاطعة

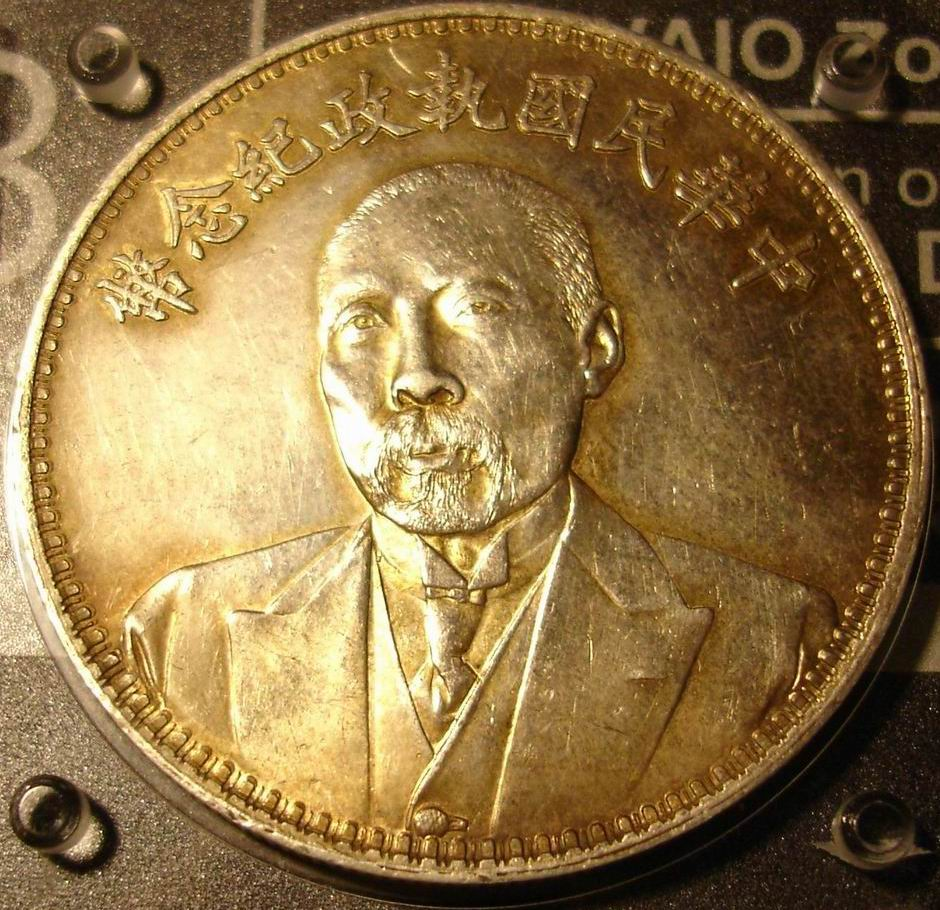
1 يوان، 90% فضة، تذكارية؛ الرئيس دوان تشيروي ، سُكّت في عام 1924

يبين هذا الجدول أولى عملات "اليوان الفضي" التي سكتها كل مقاطعة.
| المحافظة              | بداية الإنتاج | نهاية الإنتاج |
| --------------------- | ------------- | ------------- |
| آنهوي (Anhwei)        | 1897          | 1909          |
| تشيجيانغ (Chekiang)   | 1897          | 1924          |
| خبي (Chihli)          | 1896          | 1908          |
| لياونينغ (Fongtien)   | 1897          | 1929          |
| فوجيان (Fukien)       | 1896          | 1932          |
| خنان (Honan)          | 1905          | 1931          |
| هونان                 | 1897          | 1926          |
| هوبي (Hupeh)          | 1895          | 1920          |
| قانسو (Kansu)         | 1914          | 1928          |
| جيانغنان (Kiangnan)   | 1898          | 1911          |
| جيانغشي (Kiangsi)     | 1901          | 1912          |
| جيانغسو (Kiangsu)     | 1898          | 1906          |
| جيلين (Kirin)         | 1899          | 1909          |
| قوانغشي (Kwangsi)     | 1919          | 1949          |
| قوانغدونغ (Kwangtung) | 1889          | 1929          |
| قويتشو (Kweichow)     | 1928          | 1949          |
| شانشي (Shansi)        | 1913          | 1913          |
| شاندونغ (Shantung)    | 1904          | 1906          |
| شنشي (Shensi)         | 1928          | 1928          |
| شينجيانغ (Sinkiang)   | 1901          | 1949          |
| سيتشوان (Szechwan)    | 1898          | 1930          |
| يونان                 | 1906          | 1949          |

## العصر الجمهوري

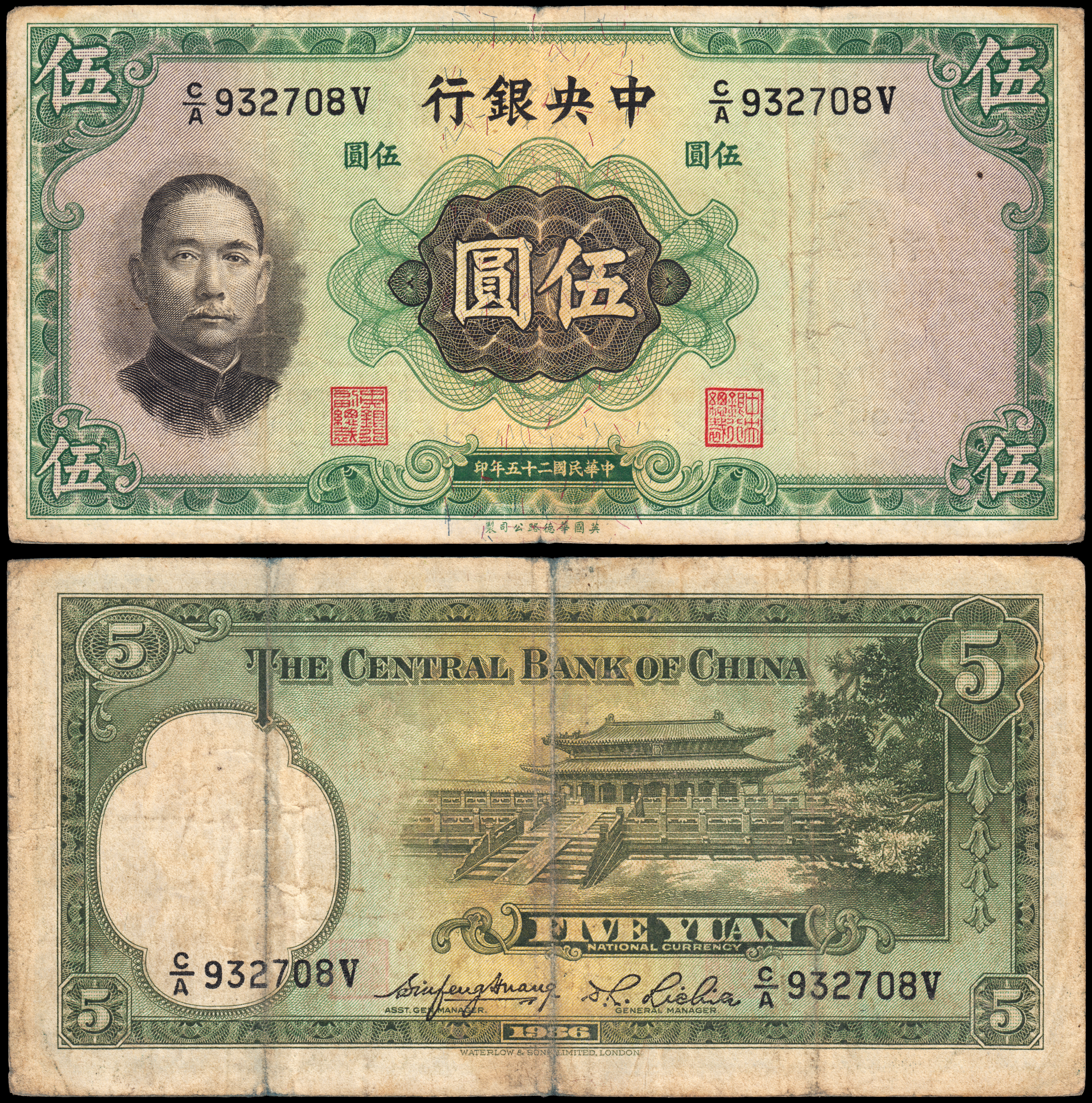
ورقة نقدية بقيمة 5 يوان أصدرها البنك المركزي الصيني في العصر الجمهوري.

في عام 1917، قَدم أمير الحرب المسيطر على منشوريا، تشانغ تسوولين، عملة جديدة، تُعرف باسم يوان فنغتيان أو الدولار، لاستخدامها في المقاطعات الشرقية الثلاث. وقُيمت بـ 1.2 يوان في الأوراق النقدية "الصغيرة" السابقة (التي لا تزال متداولة) وحُددت في البداية بما يعادل الين الياباني. حافظت العملة الصينية على قيمتها (كانت قيمتها في بعض الأحيان أعلى بقليل من الين) حتى عام 1925، عندما أدى التدخل العسكري لتشانغ زولين في بقية الصين إلى زيادة إنتاج الأوراق النقدية وانخفاض قيمة العملة. فقدت العملة معظم قيمتها في عام 1928 نتيجة للاضطرابات التي أعقبت اغتيال تشانغ زولين. صدر اليوان فنغتيان فقط في شكل أوراق نقدية، مع إصدار أوراق نقدية من فئة 1، 5، و10 يوان في عام 1917، تلاها أوراق نقدية من فئة 50 و100 يوان في عام 1924. صدرت الأوراق النقدية الأخيرة في عام 1928.
زاد عدد البنوك التي تصدر النقود الورقية بعد الثورة. وشملت الجهات المصدرة الوطنية الهامة "البنك التجاري الصيني" (البنك الإمبراطوري السابق)، "بنك الصين" (بنك تا تشينج الحكومي السابق)، "بنك الاتصالات"، "بنك نينجبو التجاري"، "البنك المركزي الصيني"، و"بنك المزارعين الصيني". ومن بين هذه الأوراق النقدية، أصدر البنك المركزي الصيني فقط أوراقاً نقدية بعد عام 1943. صدر عدد كبير بشكل استثنائي من الأوراق النقدية خلال العصر الجمهوري (1911-1949) من قِبل البنوك الإقليمية (القومية والشيوعية على حد سواء).
بعد الثورة، أصدرت العديد من البنوك المحلية والوطنية والأجنبية العملة. على الرغم من أن سك العملات الإقليمية انتهى في الغالب في عشرينيات القرن العشرين، فإن البنوك الإقليمية استمرت في إصدار الأوراق النقدية حتى عام 1949، بما في ذلك الإصدارات الشيوعية من عام 1930. حملت معظم الأوراق النقدية الصادرة للاستخدام في جميع أنحاء البلاد عبارة "العملة الوطنية"، كما فعلت بعض البنوك الإقليمية. وحملت الأوراق النقدية الإقليمية المتبقية عبارة "العملة المحلية". وتداولت بأسعار صرف متفاوتة مقابل إصدارات العملة الوطنية. بعد الثورة، بالإضافة إلى الفئات النقدية المتداولة بالفعل، انتشرت أوراق نقدية من "العملات الصغيرة"، مع ظهور فئات 1، 2، و5 سنتات. صدرت العديد من الأوراق النقدية المقومة بالعملة الإنجليزية نقدًا (wén).
ظهرت خلال ثلاثينيات القرن العشرين العديد من العملات الجديدة في الصين بسبب أنشطة الغزو الياباني. أصبحت العملة الوطنية السابقة، اليوان، مرتبطة فقط بالحكومة القومية، الكومينتانغ. في عام 1935، أقرت حكومة الكومينتانغ إصلاحات العملة للحد من إصدار العملة لأربعة بنوك رئيسية تسيطر عليها الحكومة: بنك الصين، البنك المركزي الصيني، وبنك الاتصالات، وفي وقت لاحق بنك المزارعين الصيني. حُظر تداول عملات اليوان الفضية، وحُظرت الملكية الخاصة للفضة. كانت الأوراق النقدية الصادرة في مكانها تُعرف باسم فابي (بالصينية: 法幣؛ البينيين: fǎbì) मार्दी कार ... " أو "العطاء القانوني". بدأ إنتاج سلسلة جديدة من العملات المعدنية الأساسية في عام 1936 بعد الإصلاحات.
أقام اليابانيون نظامين متعاونين أثناء احتلالهم للصين. في الشمال، "الحكومة المؤقتة لجمهورية الصين" (بالصينية: 中華民國臨時政府) ومقرها في بكين (بكين) أنشأت بنك الاحتياطي الفيدرالي الصيني (بالصينية: 中國聯合準備銀行؛ البينيين: Zhōngguó liánhé zhǔnbèi yínháng). أصدر المحتلون اليابانيون عملات معدنية وأوراق نقدية مقومة باللي (بالصينية: 釐) (وتستحق 1⁄1000 يوان)، الفين، جياو، واليوان. شمل المصدرون مجموعة متنوعة من البنوك، بما في ذلك بنك الاحتياطي المركزي الصيني (بالنسبة للحكومة الدمية في نانكينج) وبنك الاحتياطي الفيدرالي الصيني (بالنسبة للحكومة الدمية في بكين). أصدر اليابانيون مرسوماً يحدد أسعار الصرف بين إصدارات البنوك المختلفة وإصدارات القوميين، ولكن الأوراق النقدية تداولت بدرجات متفاوتة من القبول بين السكان الصينيين. في الفترة ما بين عامي 1932 و1945، أصدرت دولة مانشوكو الدمية عملتها اليوان الخاصة.
في أعقاب الحرب العالمية الثانية وأثناء الحرب الأهلية التي تلتها، عانت الصين القومية من التضخم المفرط، مما أدى إلى إدخال عملة جديدة في عام 1948، وهي اليوان الذهبي. وفي أربعينيات القرن العشرين، ظهرت فئات أكبر من الأوراق النقدية بسبب التضخم المرتفع. طرحت أوراق نقدية بقيمة 500 يوان في عام 1941، تلتها أوراق نقدية بقيمة 1000 و2000 يوان في عام 1942، و2500 و5000 يوان في عام 1945، و10000 يوان في عام 1947.
بين عامي 1930 و1948، أصدر البنك المركزي الصيني أوراقًا نقدية مقومة بـ وحدات الذهب الجمركية (Customs Gold Units – CGUs). تُعرف هذه الأوراق عمومًا باسم "أوراق اليوان الذهبي"، على الرغم من أنها تختلف تقنيًا عن العملة المسماة "اليوان الذهبي" التي قُدمت رسميًا في عام 1948.
عانت الأوراق النقدية من اليوان من التضخم المفرط في أعقاب الحرب العالمية الثانية واستبدلت في أغسطس 1948 بأوراق نقدية مقومة باليوان الذهبي، بقيمة 3 ملايين يوان قديم. ولم تكن هناك أي علاقة بين اليوان الذهبي والمعادن الذهبية أو العملات الذهبية، كما عانى هذا اليوان أيضًا من التضخم المفرط.
في عام 1948، أصدر البنك المركزي الصيني أوراقاً نقدية (بعضها يعود تاريخه إلى عامي 1945 و1946) من فئات 1، 2، و5 جياو، و1، 5، 10، 20، 50، و100 يوان. في عام 1949، صدرت فئات أعلى من العملات الورقية وهي 500، 1000، 5000، 10000، 50000، 100000، 500000، 1000000 و5000000 يوان. أصدر البنك المركزي الصيني أوراق نقدية من فئات 1 و5 فن، و1، 2، و5 جياو، و1، 5، و10 يوان.
في يوليو 1949، قدمت الحكومة القومية اليوان الفضي، الذي بلغت قيمته في البداية 500 مليون يوان ذهبي. وتداول لعدة أشهر في البر الرئيسي قبل نهاية الحرب الأهلية. ظل هذا اليوان الفضي العملة الرسمية لحكومة الجمهورية في تايوان حتى عام 2000.

## فترة الحرب الأهلية
أصدرت السوفيتات المختلفة الخاضعة لسيطرة الحزب الشيوعي الصيني عملات معدنية بين عامي 1931 و1935، وأوراق نقدية بين عامي 1930 و1949. بعض الأوراق النقدية مقومة بالعملة الصينية "تشوان، وهي عبارة عن سلاسل من عملات "وين". تأسس بنك الشعب في عام 1948 وبدأ في إصدار العملة في ذلك العام، ولكن بعض البنوك الإقليمية استمرت في إصدار أوراقها النقدية الخاصة حتى عام 1949.
بعد هزيمة اليابان في عام 1945، أصدر البنك المركزي الصيني عملة منفصلة في الشمال الشرقي لتحل محل العملات التي أصدرتها البنوك الدمية- اليوان الشمالي الشرقي (بالصينية: 東北九省流通券؛ البينيين: Dōngběi jiǔ shěng liútōngquàn) 新安定). يعادل سعره 20 يوانًا من إجمالي العملة المتداولة في بقية أنحاء البلاد. وفي عام 1948 استبدل باليوان الذهبي بمعدل 150 ألف يوان شمالي شرقي مقابل يوان ذهبي واحد. في عام 1945، قُدمت الأوراق النقدية من فئات 1، 5، 10، 50 و100 يوان. أُضيف أوراق نقدية من فئة 500 يوان في عام 1946، وتلتها أوراق نقدية من فئة 1000 و2000 يوان في عام 1947، و5000 و10000 يوان في عام 1948.
انتجت العديد من العملات المعدنية، معظمها خام، من قِبل السوفييت. بعضها أصدر عملات فضية بقيمة 1 يوان فقط (هونان، إيوان، شمال شرق جيانغشي، شمال شنشي وبينجيانج) بينما أصدر سوفييت غرب هونان- هوبي عملات نحاسية بقيمة 1 فين فقط، وأصدر سوفييت شمال غرب آنهوي عملات نحاسية بقيمة 50 ون فقط. أصدرت جمهورية الصين السوفيتية عملات نحاسية بقيمة 1 و 5 فين وعملات فضية بقيمة 2 جياو و1 يوان. أصدر سوفييت سيتشوان- شنشي عملات نحاسية بقيمة 200 و 500 ون وعملات فضية بقيمة 1 يوان.
انتجت الأوراق النقدية من قِبل العديد من البنوك المختلفة. كانت هناك مرحلتان لإنتاج النوتة الموسيقية. كانت الأولى، حتى عام 1936، تشمل البنوك في إجمالي سبع مناطق، وكان معظمها منظمًا في شكل سوفيتات. وكانت هذه:
| المنطقة                     | سنة البداية | سنة النهاية | الفئات النقدية |
| --------------------------- | ----------- | ----------- | -------------- |
| جمهورية الصين السوفيتية     | 1933        | 1936        | 1 فين          |
| جمهورية الصين السوفيتية     | 1933        | 1936        | 5 فين          |
| جمهورية الصين السوفيتية     | 1933        | 1936        | 1 جياو         |
| جمهورية الصين السوفيتية     | 1933        | 1936        | 2 جياو         |
| جمهورية الصين السوفيتية     | 1933        | 1936        | 5 جياو         |
| جمهورية الصين السوفيتية     | 1933        | 1936        | 1 يوان         |
| جمهورية الصين السوفيتية     | 1933        | 1936        | 2 يوان         |
| جمهورية الصين السوفيتية     | 1933        | 1936        | 3 يوان         |
| هونان - هوبي - جيانغشي      | 1931        | 1933        | 1 جياو         |
| هونان - هوبي - جيانغشي      | 1931        | 1933        | 2 جياو         |
| هونان - هوبي - جيانغشي      | 1931        | 1933        | 3 جياو         |
| هونان - هوبي - جيانغشي      | 1931        | 1933        | 5 جياو         |
| هونان - هوبي - جيانغشي      | 1931        | 1933        | 1 يوان         |
| شمال غرب آنهوي              | 1932        | 1932        | 2 جياو         |
| شمال غرب آنهوي              | 1932        | 1932        | 5 جياو         |
| شمال غرب آنهوي              | 1932        | 1932        | 1 يوان         |
| شمال غرب آنهوي              | 1932        | 1932        | 5 يوان         |
| فوجيان - تشيجيانغ - جيانغشي | 1932        | 1934        | 10 ين          |
| فوجيان - تشيجيانغ - جيانغشي | 1932        | 1934        | 1 جياو         |
| فوجيان - تشيجيانغ - جيانغشي | 1932        | 1934        | 2 جياو         |
| فوجيان - تشيجيانغ - جيانغشي | 1932        | 1934        | 5 جياو         |
| فوجيان - تشيجيانغ - جيانغشي | 1932        | 1934        | 1 يوان         |
| فوجيان - تشيجيانغ - جيانغشي | 1932        | 1934        | 10 يوان        |
| هوبي                        | 1930        | 1932        | 1 chuan        |
| هوبي                        | 1930        | 1932        | 2 chuan        |
| هوبي                        | 1930        | 1932        | 10 chuan       |
| هوبي                        | 1930        | 1932        | 1 chuan        |
| هوبي                        | 1930        | 1932        | 2 chuan        |
| هوبي                        | 1930        | 1932        | 5 jiao         |
| هوبي                        | 1930        | 1932        | 1 yuan         |
| بينغجيانغ                   | 1931        | 1931        | 1 jiao         |
| بينغجيانغ                   | 1931        | 1931        | 2 jiao         |
| سيتشوان - شنشي              | 1932        | 1933        | 1 chuan        |
| سيتشوان - شنشي              | 1932        | 1933        | 2 chuan        |
| سيتشوان - شنشي              | 1932        | 1933        | 3 chuan        |
| سيتشوان - شنشي              | 1932        | 1933        | 5 chuan        |
| سيتشوان - شنشي              | 1932        | 1933        | 10 chuan       |

## اليوم
توقف إنتاج الأوراق النقدية من قِبل قوات الحزب الشيوعي في عام 1936، استؤنف في عام 1938 واستمر حتى مركزية إنتاج النقود في عام 1948. أصدرت العديد من البنوك الإقليمية وغيرها من الكيانات أوراقاً مالية. قبل عام 1942، صدرت فئات تصل إلى 100 يوان. وفي ذلك العام، ظهرت الأوراق النقدية الأولى بقيمة تصل إلى 1000 يوان. في عام 1943 ظهرت أوراق نقدية تصل إلى 5000 يوان، في عام 1947 ظهرت أوراق نقدية بقيمة 10000 يوان، في عام 1948 ظهرت أوراق نقدية بقيمة 50000 يوان، وفي عام 1949 ظهرت أوراق نقدية بقيمة 100000 يوان.
بعد أن سيطر جيش التحرير الشعبي على معظم أنحاء الصين، قدم عملة جديدة، في شكل أوراق نقدية فقط، مقومة باليوان. أصبحت هذه العملة هي العملة الوحيدة في البر الرئيسي للصين في نهاية الحرب الأهلية. قُدم اليوان الجديد في عام 1955 بمعدل 10000 يوان قديم = 1 يوان جديد، والمعروف باسم اليوان الرنمينبي. وهي العملة المتداولة في جمهورية الصين الشعبية حتى يومنا هذا.
يُستخدم مصطلح اليوان أيضًا في تايوان. في عام 1946، طرحت عملة جديدة للتداول هناك، لتحل محل الين التايواني الذي أصدرته اليابان، وهو الدولار التايواني القديم. ولم تكن مرتبطة بشكل مباشر باليوان الرئيسي. في عام 1949، قُدم اليوان الثاني في تايوان، ليحل محل الأول بمعدل 40 ألف إلى 1. يُعرف باسم الدولار التايواني الجديد، ويظل عملة تايوان حتى اليوم.

## الارتباط بالدولار
في الأصل، يتمتع اليوان الفضي بنفس مواصفات الدولار الإسباني الفضي. خلال العصر الجمهوري (1911-1949)، تطبع الحرف "يوان" غالبًا على ظهر الأوراق النقدية الأولى لليوان، ولكن في بعض الأحيان كان يستخدم "الدولار" بدلاً من ذلك.
في جمهورية الصين، الاسم الإنجليزي الشائع هو "الدولار التايواني الجديد"، استخدمت الأوراق النقدية الصادرة بين عامي 1949 و1956 "يوان" كحرف. تفتقر الأوراق النقدية الحديثة إلى أي ترجمة.

### الاستشهادات
1. ↑  Phillips، Matt (21 يناير 2010). "Yuan or renminbi: what's the right word for China's currency?". The Wall Street Journal. مؤرشف من الأصل في 2019-09-25. اطلع عليه بتاريخ 2014-03-03.
2. ↑  Randau، Henk R.؛ Medinskaya، Olga (10 نوفمبر 2014). Chinese Business 2.0 | Internationalizing the RMB. Springer. ISBN:9783319076775. مؤرشف من الأصل في 2023-06-05. اطلع عليه بتاريخ 2019-05-24.
3. ↑  "History of the Chinese Yuan". currencyinformation.org. Currency Information and Research. 2 فبراير 2011. مؤرشف من الأصل في 2025-05-21. اطلع عليه بتاريخ 2019-12-02.
4. 1 2  Chinese Dragon Coinage Ken Elks, 2000. نسخة محفوظة 2023-12-09 على موقع واي باك مشين.
5. ↑  Ronald Wise. "Banknote images of China, 1914–1949". مؤرشف من الأصل في 2016-03-06. اطلع عليه بتاريخ 2006-11-23.
6. ↑  sinobanknote.com. "Table of New Taiwan dollar". مؤرشف من الأصل في 2025-02-25. اطلع عليه بتاريخ 2006-11-23.

### فهرس
- Krause, Chester L.؛ Clifford Mishler (1991). الفهرس القياسي لعملات العالم: 1801–1991 (ط. 18th). Krause Publications. ISBN:0873411501.
- Meyerhofer، Adi (2013). 袁大头.Yuan-Shihkai Dollar: 'Fat Man Dollar' Forgeries and Remints (PDF). Munich. مؤرشف من الأصل (PDF) في 2016-03-03.{{استشهاد بكتاب}}:  صيانة الاستشهاد: مكان بدون ناشر (link)
- Pick, Albert (1990). الفهرس القياسي لعملات العالم الورقية  [لغات أخرى]‏: Specialized Issues. Colin R. Bruce II and Neil Shafer (editors) (ط. 6th). Krause Publications. ISBN:0-87341-149-8.
- Pick, Albert (1994). الفهرس القياسي لعملات العالم الورقية  [لغات أخرى]‏: General Issues. Colin R. Bruce II and Neil Shafer (editors) (ط. 7th). Krause Publications. ISBN:0-87341-207-9.